# Klosterkyrka

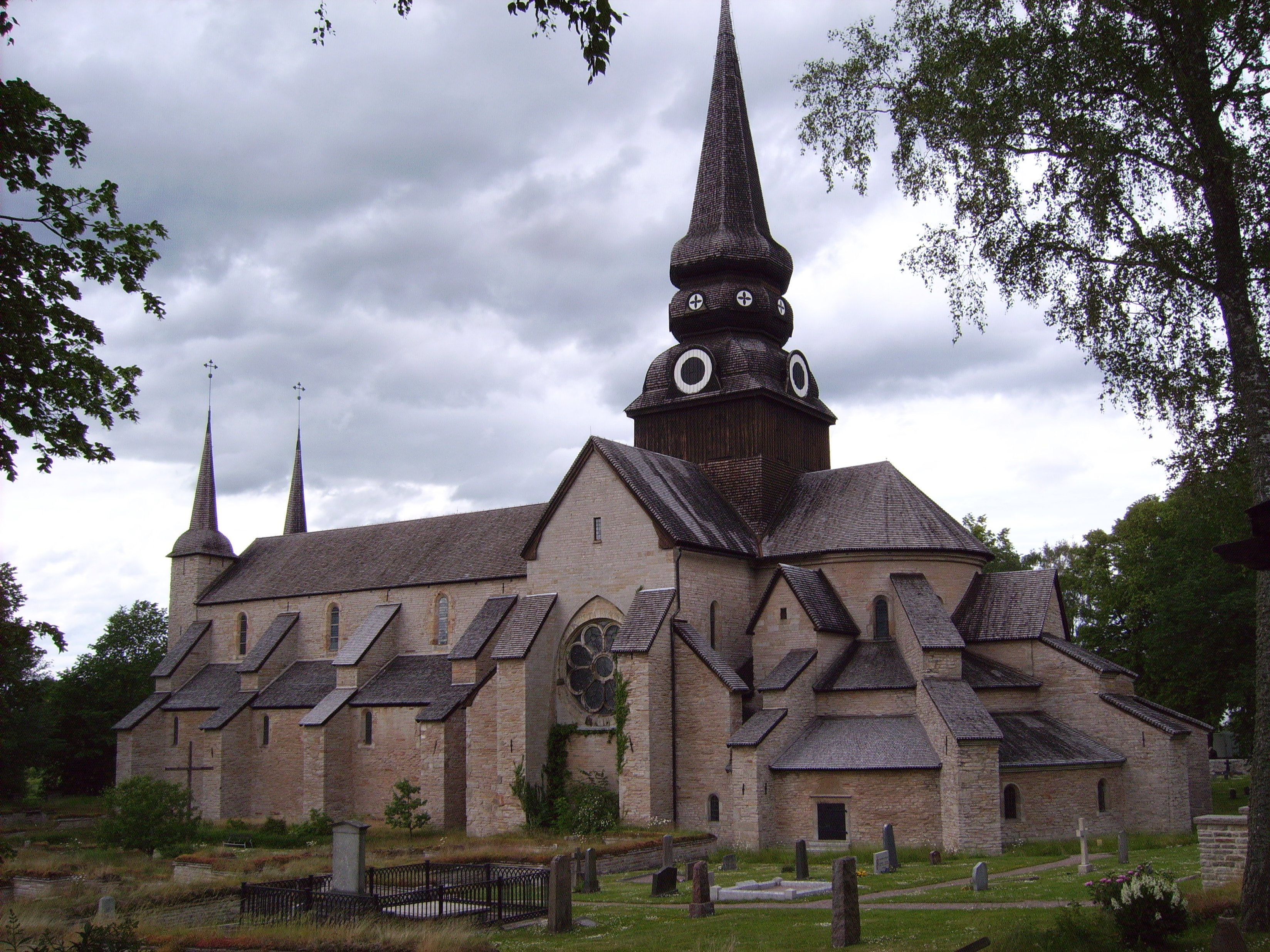
Varnhems klosterkyrka.

En klosterkyrka är, som ordet antyder, den kyrkolokal som tillhör ett kloster. Normalt är kyrkan sammanbyggd med klostret, men den kan också ligga i direkt anslutning till klostret.

## Historia
Efter reformationen i Sverige blev många tidigare klosterkyrkor församlingskyrkor inom Svenska kyrkan. Kända svenska klosterkyrkor av detta slag är Nydala, Vadstena, Varnhem, Vreta och Sankt Peter.

## Exempel på klosterkyrkor

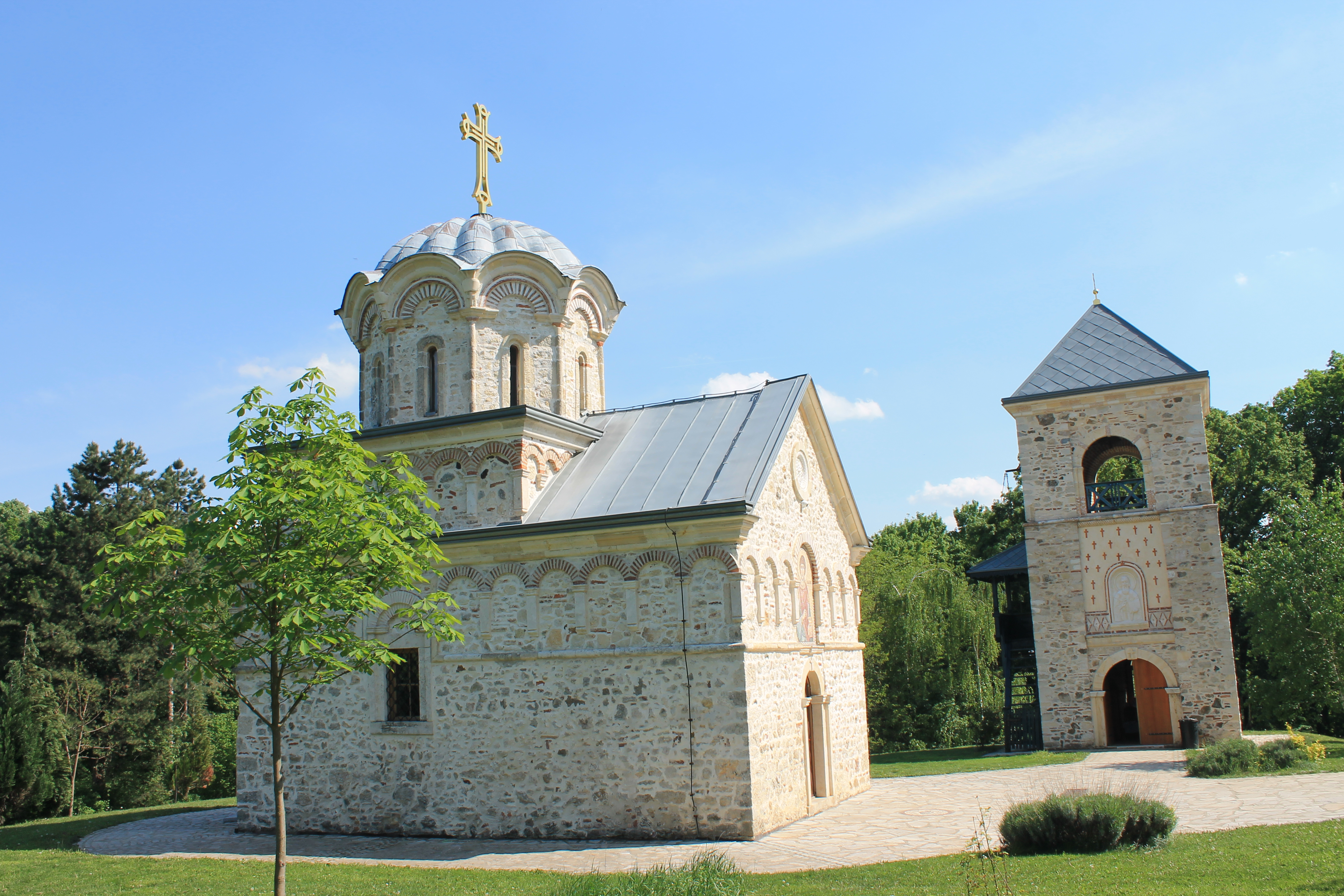
Staro Hopovoklostrets klosterkyrka och dess klocktorn i Serbien.
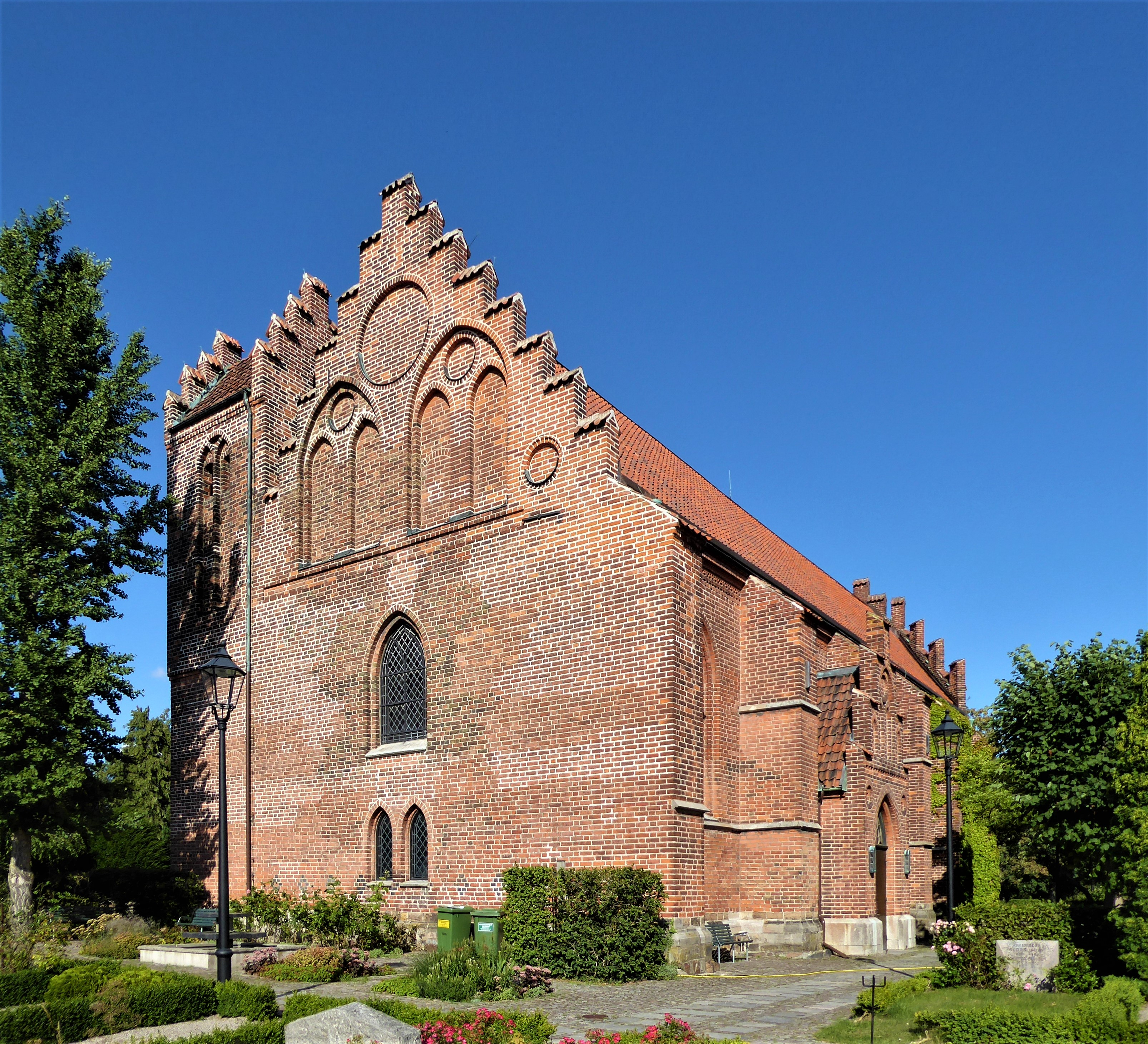
Sankt Peters klosters kyrka i Lund.